# Nane Germon
Nane Germon (* 10. Juni 1909 in Paris als Germaine Hélène Nannon Boesen; † 6. März 2001 in Asnières-sur-Seine) war eine französische Schauspielerin.

## Leben und Karriere
Nane Germon hatte eine langlebige Karriere beim französischen Film und Fernsehen, obgleich sie fast immer nur in Nebenrollen in Erscheinung trat. Zwischen 1932 und 1996 war sie in insgesamt rund 100 Film- und Fernsehproduktionen zu sehen. Einen ihrer bekannteren Auftritte hatte sie in Jean Cocteaus Filmmärchen Es war einmal (1946), wo sie eine der boshaften älteren Schwestern von Josette Days Hauptfigur der Schönen verkörperte. Weitere Rollen übernahm Germon in Claude Autant-Laras Kriminalkomödie Die rote Herberge (1951) an der Seite von Fernandel sowie in Claude Chabrols Thriller Zwei Freundinnen (1968) mit Jean-Louis Trintignant. Hochbetagt stand sie noch 1995 für den Fantasyfilm Die Stadt der verlorenen Kinder vor der Kamera, wo sie Judith Vittets Figur als alte Frau verkörperte.
Nane Germon starb 2001 im französischen Asnières-sur-Seine im Alter von 91 Jahren.

## Filmografie (Auswahl)
- 1932: König Pausole
- 1934: Der Trick mit dem Regenschirm (Le coup du parapluie, Kurzfilm)
- 1935: Divine
- 1936: Mayerling
- 1938: Er und seine Schwester (Ma soeur de lait)
- 1938: Das zehnte Mädel soll es sein (Accord final)
- 1939/41: Schleppkähne (Remorques)
- 1943: Vautrin
- 1946: Es war einmal (La Belle et la Bête)
- 1949: Rückkehr ins Leben (Retour à la vie)
- 1950: Schwurgericht (Justice est faite)
- 1951: Die rote Herberge (L'auberge rouge)
- 1954: Madame Dubarry (Madame Du Barry)
- 1956: Der Weg ins Verderben (Des gens sans importance)
- 1961: Noch nach Jahr und Tag (Une aussi longue absence)
- 1962: Die sieben Hauptsünden (Les sept péchés capitaux)
- 1964: Das umgekehrte Leben (La vie à l'envers)
- 1965: Belle und Sebastian (Fernsehserie, 13 Folgen)
- 1965: Und die Wälder werden schweigen (Le chant du monde)
- 1967: Der Dieb von Paris (Le voleur)
- 1967: Ich tötete Rasputin (J’ai tué Raspoutine)
- 1968: Zwei Freundinnen (Les Biches)
- 1972: Eine verrückte Familie (La mandarine)
- 1976: Der Körper meines Feindes (Le Corps de mon ennemi)
- 1981: Diva
- 1988: Ein Arzt der Hoffnung (Un médecin des lumières, Fernsehfilm)
- 1991: Mein Leben ist die Hölle (Ma vie est un enfer)
- 1995: Die Stadt der verlorenen Kinder (La Cité des enfants perdus)
- 1996: Julie Lescaut (Fernsehserie, 1 Folge)